# Noord-Amerikaanse fluithaas
De Noord-Amerikaanse fluithaas (Ochotona princeps) is een diurnale soort in de familie van de fluithazen. De soort is te vinden in de bergen in het westen van Noord-Amerika, meestal in rotsvelden boven de boomgrens. De Noord-Amerikaanse fluithaas is een herbivoor.

## Beschrijving
De Noord-Amerikaanse fluithaas heeft een klein, rond, ovaal lichaam. Zijn lengte varieert tussen de 16 en 22 centimeter, met achterpoten van 25 tot 35 cm. De soort weegt ongeveer 170 gram. De lichaamsgrootte kan van populatie tot populatie verschillen: in populaties met seksuele dimorfie zijn de mannetje iets groter dan de vrouwtjes.

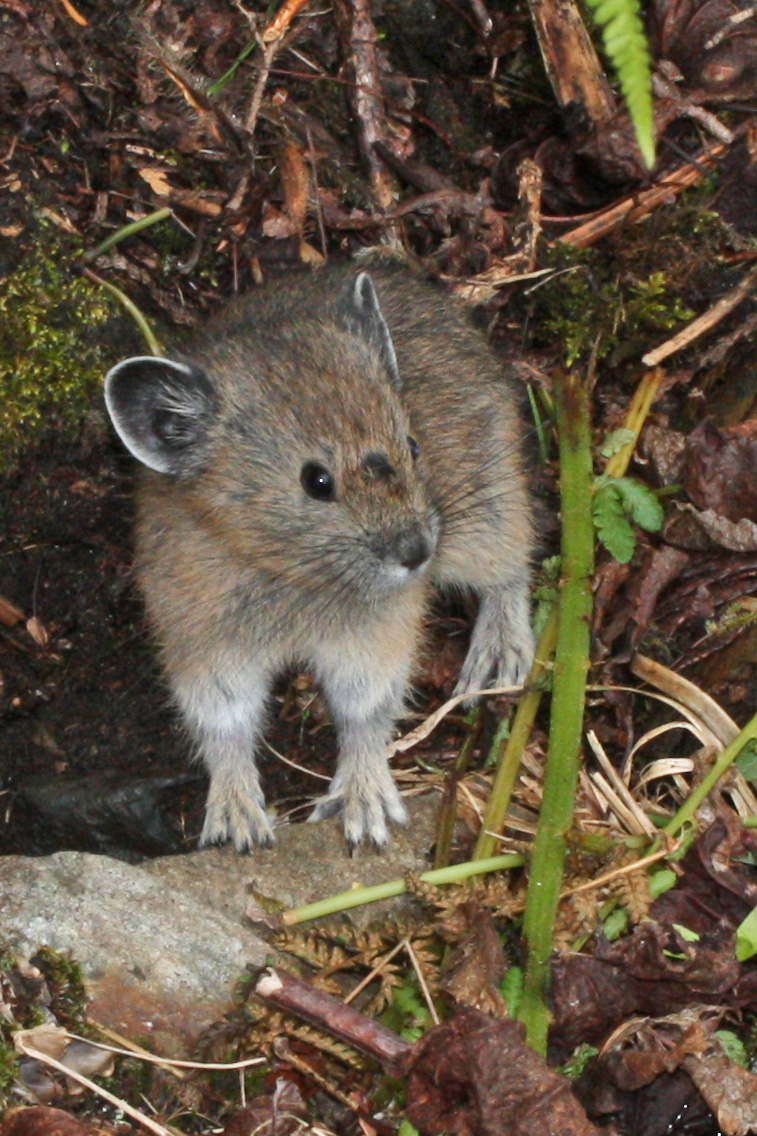
Ochotona princeps taylori

De Noord-Amerikaanse fluithaas heeft een gemiddelde lichaamsgrootte ten opzichte van andere fluithazen. De achterpoten zijn niet aanzienlijk langer dan de voorpoten, maar zijn relatief kort in vergelijking tot andere haasachtigen. De voetzolen zijn dicht behaard, op de uiteinden van de tenen na. De oren zijn redelijk groot, bolvormig en behaard aan zowel de binnen- als buitenkant en hebben een donkere kleur en witte randen. De fluithaas heeft een verborgen staart die relatief lang is in verhouding tot het lichaam, in vergelijking met andere haasachtigen. De schedel is licht afgerond met een brede, platte regio rond de oogkas. De vachtkleur is hetzelfde voor zowel het mannetje als het vrouwtje, maar varieert per ondersoort en per seizoen. Op de rug heeft de vacht een grijze tot kaneelbruine kleur met hier en daar geelbruine of okerachtige tinten in de zomer. In de winter wordt de vacht grijzer en langer. De dichte ondervacht is veelal leisteen-grijs of lood gekleurd. De buikvacht is wit.

## Verspreiding en leefgebied
De Noord-Amerikaanse fluithaas is te vinden in de bergen in het westen van Noord-Amerika, van Brits-Columbia in Canada tot de Amerikaanse staten Oregon, Washington, Idaho, Montana, Wyoming, Colorado, Utah, Nevada, Californië en New Mexico.
Fluithazen bewonen puinvelden omzoomd met geschikte vegetatie. Ze wonen ook in opstapelingen van gebroken rots. Een aantal exemplaren leeft op door de mens gemaakte ondergronden als mijnresiduen en stapels afvalhout. De fluithaas heeft zijn hol of nestplaats meestal onder een rots met een diameter van 0,2 tot 1 meter maar zit vaak op grotere, meer prominente rotsen. Ze verblijven over het algemeen tussen puin en boven de boomgrens en beperken zich tot vochtige microhabitats op hoge pieken of waterlopen. Omdat zij gevoelig zijn voor de hoge temperaturen overdag worden zij in het noorden van hun verspreidingsgebied rond zeeniveau gevonden, maar in het zuiden zijn ze onder de 2.500 meter zeldzaam. De Noord-Amerikaanse fluithaas vertrouwt op bestaande ruimtes tussen het puin om hun nesten te maken en graven zelf geen hollen. Zij kunnen wel bestaande holtes door middel van graven uitbreiden.

## Dieet
De Noord-Amerikaanse fluithaas is een herbivoor. Hij eet een grote verscheidenheid aan groene planten, inclusief verschillende soorten grassen, zeggen, distels alsook het wilgenroosje. Fluithazen krijgen voldoende vocht uit de gegeten vegetatie, maar drinken wel water als het beschikbaar is. Ze hebben twee manieren van foerageren. Ze eten ofwel hun voedsel direct op, of ze slaan het op in zogenaamde hooistapels voor de winter. Dit laatste gedrag wordt 'hooien' genoemd. De fluithaas voedt zich gedurende het hele jaar en hooit alleen in de zomermaanden. Omdat ze geen winterslaap houden heeft hij een grotere vraag naar energie dan andere zoogdieren die in de bergen leven. Daar komt bij dat ze dertien keer per uur heen en weer reizen om planten te verzamelen als ze aan het hooien zijn. Het lijkt erop dat de timing van het hooien correleert met de hoeveelheid neerslag in de vorige winter. De Noord-Amerikaanse fluithaas begint en stopt eerder in het jaar met hooien in een jaar met weinig sneeuw en een vroege lente. In lager gelegen gebieden begint het hooien voor de sneeuw in de hogere gebieden gesmolten is. In de hogere gebieden begint het hooien nadat het hooien in de lagere gebieden is gestopt.
Tijdens het hooien verzamelt de Noord-Amerikaanse fluithaas zijn planten in een bewuste volgorde, corresponderend met hun seizoensgebonden fenologie. Ze lijken de voedingswaarde van het beschikbare voedsel te beoordelen en op basis daarvan te oogsten. Ze selecteren planten met een hogere caloriewaarde, meer proteïnen, water en vetten. Kruidachtigen en hoge grassen lijken meer gehooid dan direct gegeten te worden. De hooistapels worden veelal onder het puin gemaakt, hoewel het ook voorkomt dat de stapel op het puin geplaatst wordt. Mannetjes maken in het algemeen grotere stapels dan vrouwtjes en volwassenen maken grotere stapels dan juvenielen.

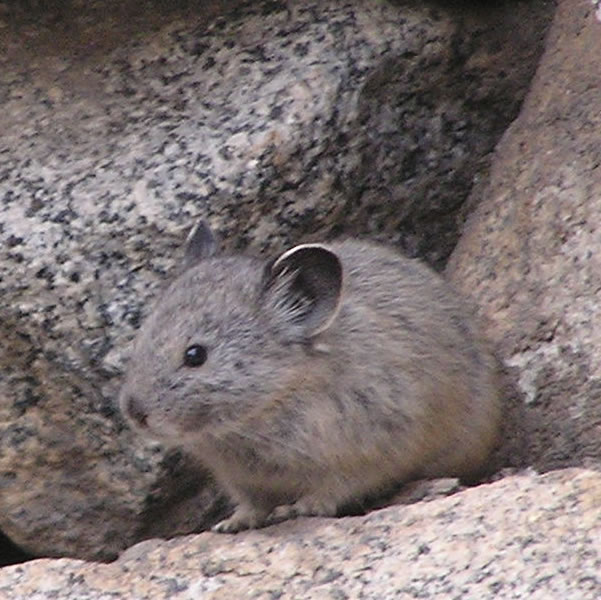
Noord-Amerikaanse fluithaas (Ochotona princeps schisticeps) in de Sierra Nevada

## Levensloop
Noord-Amerikaanse fluithazen zijn diurnaal. De totale oppervlakte van het door de soort gebruikte land staat bekend als het thuisgebied. Ongeveer 55% van het thuisgebied wordt door de fluithaas als territorium tegen indringers verdedigd. Het territorium varieert tussen de 410 en 709 vierkante meter afhankelijk van configuratie, afstand tot vegetatie en kwaliteit van de vegetatie. De afstand tussen verschillende volwassen exemplaren is het grootst in het begin en midden van de zomer en neemt af naarmate de herfst vordert. Fluithazen verdedigen hun territorium met agressie. Echte agressieve ontmoetingen zijn echter zeldzaam en vinden meestal plaats tussen leden van hetzelfde geslacht en de exemplaren die met elkaar bekend zijn. Een fluithaas kan zo nu en dan een ander territorium binnendringen, maar meestal gebeurt dit alleen als de bewoner niet actief is. Tijdens het hooien neemt het territoriale gedrag toe.
Volwassen fluithazen van het tegenovergestelde geslacht met aangrenzende territoriums vormen een paartje. Als er meer dan een mannetje beschikbaar is vertoont het vrouwtje partnerkeuze (interseksuele selectie). Fluithazen vertonen reflex eisprong. Dit betekent dat de ovulatie pas plaatsvindt na de geslachtsgemeenschap. Het vrouwtje heeft twee nestjes per jaar, waarbij elk nest gemiddeld drie jongen bevat. De paring vindt een maand voor de sneeuw smelt plaats en de dracht duurt ongeveer dertig dagen. De bevalling vindt al in maart plaats in lager gelegen gebieden maar in hogere gebieden kan dit variëren van april tot juni. Lactatie vermindert de vetreserves van het vrouwtje aanzienlijk. Het tweede nest wordt daarom ook alleen gevoed als de eerste het niet overleeft, ondanks het feit dat het vrouwtje post partum oestrus vertoont.
Noord-Amerikaanse fluithazen zijn nestblijvers en worden blind, licht behaard, maar met volgroeide tanden geboren. Ze wegen bij de geboorte tussen de 10 en 12 gram. Na plusminus negen dagen openen ze voor het eerst hun ogen. De moeder zoekt gedurende de hele dag voedsel en keert eens in de twee uur terug om de jongen te zogen. De jongen zijn na vier weken niet meer van hun ouders afhankelijk. Tot deze tijd worden ze gespeend. Ze blijven in hun geboorte- of een aangrenzend gebied. Blijven ze in hun geboortegebied, dan kiezen ze daarin een gebied dat zo ver mogelijk van hun familie verwijderd is. Verspreiding lijkt te worden veroorzaakt door concurrentie over territoriums.
Fluithazen zijn erg vocaal. Ze gebruiken zowel roepen als zang om met elkaar te communiceren. De roep wordt gebruikt als waarschuwing tegen roofdieren. De zang wordt tijdens het broedseizoen door mannetjes en tijdens de herfst door zowel mannetjes als vrouwtjes gebruikt. Vijanden van de fluithaas zijn onder meer adelaars, haviken, coyotes, de rode lynx, vossen en kleine marters.

## Behoud en afname
Omdat ze in hoge en koele berggebieden wonen zijn Noord-Amerikaanse fluithazen erg gevoelig voor hoge temperaturen en worden beschouwd als een van de beste waarschuwingssystemen voor het detecteren van aanwijzingen voor de opwarming van de Aarde in het westen van de Verenigde Staten. Vermoed wordt dat temperatuurstijgingen de voornaamste oorzaak zijn van het steeds hoger trekken van Noord-Amerikaanse fluithazen in een poging een geschikter leefgebied te vinden. Noord-Amerikaanse fluithazen kunnen echter maar moeilijk migreren in reactie op klimaatverandering, omdat hun leefgebied beperkt wordt tot kleine, losse "eilanden" in verschillende bergketens. Fluithazen kunnen binnen zes uur sterven als ze worden blootgesteld aan temperaturen van 25,5 °C of hoger. In warme omgevingen, zoals tijdens de middagzon en op lagere hoogtes, wordt de soort inactief en trekt zich terug in koele openingen in het puin. Vanwege aanpassingen in hun gedrag kunnen Noord-Amerikaanse fluithazen de hoge temperaturen in Craters of the Moon en Lava Beds, twee nationale natuurreservaten in respectievelijk Idaho en Californië, beter volhouden. De gemiddelde en hoogste temperaturen in augustus zijn op deze plekken respectievelijk 32 °C en 38 °C.
Recente onderzoeken hebben aangetoond dat sommige populaties in omvang afnemen als gevolg van diverse factoren, de voornaamste van welke de opwarming van de aarde is. Een onderzoek uit 2003, gepubliceerd in het Journal of Mammalogy, wees erop dat negen van de 25 onderzochte Noord-Amerikaanse fluithaaspopulaties in het Grote Bekken verdwenen zijn. Nader onderzoek wordt gedaan om te zien of de soort als geheel kwetsbaar is. In 2012 heeft de Amerikaanse regering besloten de Noord-Amerikaanse fluithaas niet toe te voegen aan de US Endangered Species Act. Op de Rode Lijst van de IUCN wordt de soort nog steeds als niet bedreigd (Least Concern) beschouwd.
In mei 2010 begon het 'Pikas in Peril Project' (Fluithazen in Nood), gefinancierd door het Climate Change Response Program van de National Park Service, met het verzamelen van gegevens. Een groot team van academische onderzoeks en medewerkers van de NPS werken samen om vragen rond de kwetsbaarheid van de Noord-Amerikaanse fluithaas te beantwoorden als het klimaat in het westen van de VS verder zal veranderen. Het onderzoek wordt uitgevoerd in acht parken. De resultaten worden in 2012 verwacht.
Altaifluithaas (O. alpina) · Ochotona argentata · Ochotona cansus · Alaskafluithaas (O. collaris) · Ochotona coreana · Zwartlipfluithaas (O. curzoniae) · Daurische fluithaas (O. dauurica) · Chinese rode fluithaas (O. erythrotis) · Ochotona flatcalvariam · Forrest's fluithaas (O. forresti) · Ochotona hoffmanni · Ochotona huanglongensis · Noordelijke fluithaas (O. hyperborea) · Ili fluithaas (O. iliensis) · Koslov's fluithaas (O. koslowi) · Ladak fluithaas (O. ladacensis) · Grootoorfluithaas (O. macrotis) · Ochotona mantchurica · Ochotona nubrica · Ochotona opaca · Mongoolse fluithaas (O. pallasi) · Noord-Amerikaanse fluithaas (O. princeps) · Dwergfluithaas (O. pusilla) · Ochotona qionglaiensis · Himalayafluithaas (O. roylei) · Perzische fluithaas (O. rufescens) · Rode fluithaas (O. rutila) · Ochotona sacraria · Ochotona sikimaria · Ochotona syrinx · Tibetaanse fluithaas (O. thibetana) · Ochotona thomasi · Ochotona turuchanensis · Ochotona vizier